# محاولة انقلاب 1929 في إسبانيا

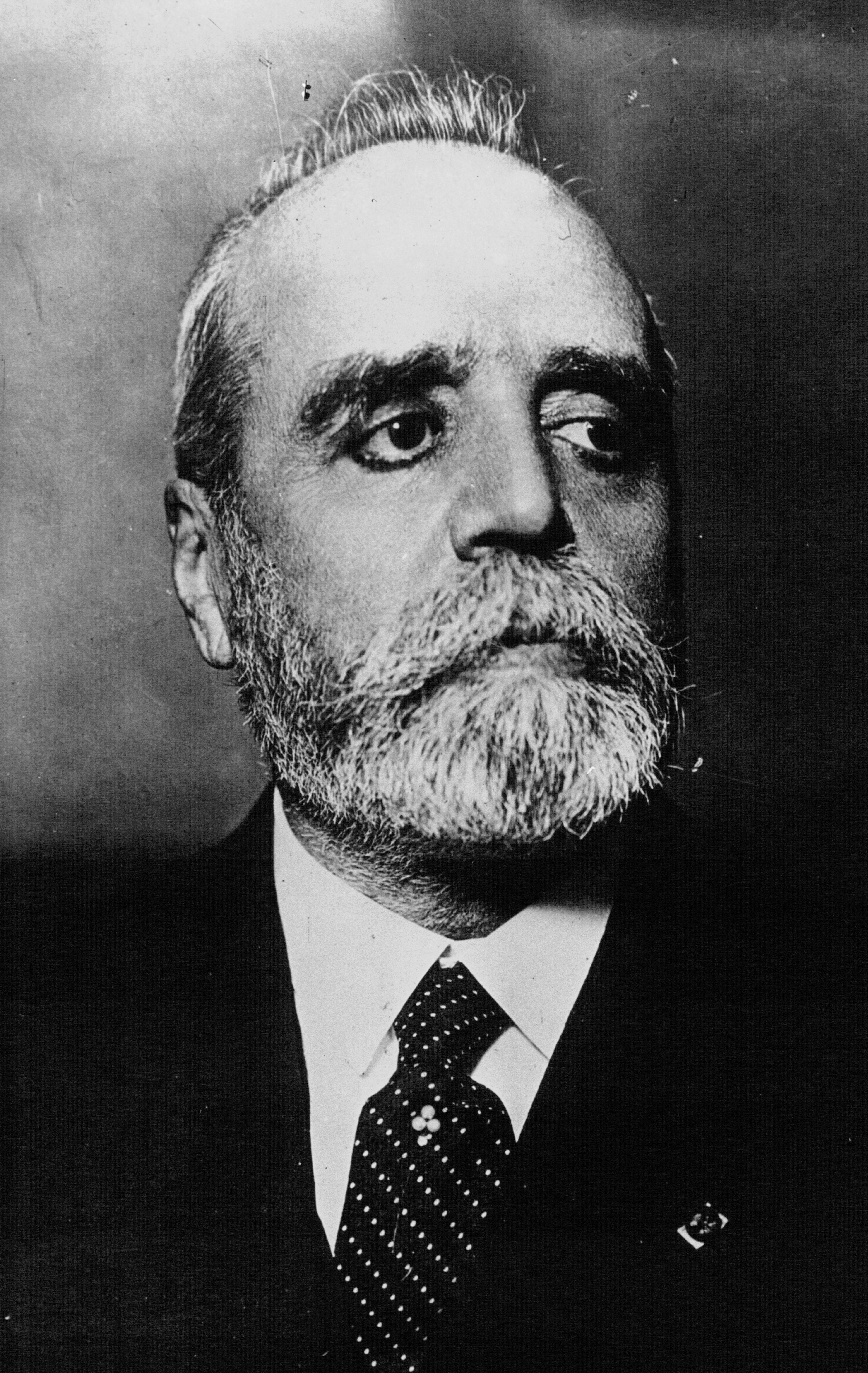
خوسيه سانشيز غيرا سنة 1932

محاولة الانقلاب في اسبانيا سنة 1929 هي محاولة انقلاب فشلت بإنهاء ديكتاتورية بريمو دي ريفيرا التي أنشئت في إسبانيا من خلال انقلاب آخر. حدث ذلك في يناير 1929 وكان المروج الرئيسي له هو السياسي المحافظ خوسيه سانشيز غيرا.

## البداية
في المرحلة الثانية من ديكتاتورية بريمو دي ريفيرا المعروفة باسم الإدارة المدنية (1925-1930) أظهر العديد من الجنرالات وضباط الجيش خلافهم مع سياسة الحكم الدكتاتوري. واندلع أول نزاع كان من سلاح المدفعية التي كانت في خلاف تام مع سياسة الترقيات مفتوحة النطاق (أي ان الترقيات ليست فقط بالأقدمية ولكن على أساس مزايا الحرب) التي وافقت عليها الدكتاتورية. كان رد بريمو دي ريفيرا أولاً تعليق العمل والراتب والامتيازات لجميع الضباط العاملين في سبتمبر 1926، ثم حل أكاديمية المدفعية في شقوبية. حاول الملك ألفونسو الثالث عشر التوسط في النزاع عن طريق اقتراح نوع من اتفاق شرف، ولكن بريمو دي ريفيرا عارض بشكل جذري وهدد بالاستقالة وتذكير الملك أن الجيش كان تحت قيادته. وقد أدى تفكيك سلاح المدفعية إلى تضامن القوات العسكرية الأخرى معها، على الرغم من أنهم دعموا في البداية النطاق المفتوح للترقيات. فسر رجال المدفعية القبول النهائي لتفكيك السلاح باعتباره تواطؤًا بين ألفونسو الثالث عشر وبريمو دي ريفيرا. منذ ذلك الحين اتخذ قطاعا هاما من الجيش فكرا جمهوريا. وعلاوة على ذلك ازدادت حدة الصراع وابتعاد الملك التدريجي عن بريمو دي ريفيرا.
وكانت سانخواندا أول محاولة انقلاب عسكرية للإطاحة الديكتاتورية، وكان مقررا له يوم 24 يونيو 1926. وشملت المؤامرة الجنرال الليبرالي فاليريانو وايلر وفرانسيسكو أغيليرا، ومن بين المتآمرون أعضاء بارزون من النظام القديم مثل ميلكياديس ألفاريز والكونت رومانونس.
وبعدها ببضعة أشهر ظهرت مؤامرة برات ديمولو، وهي محاولة فاشلة لغزو إسبانيا من روسيون التي خطط لها الزعيم الوطني والعسكري السابق الكاتالوني فرانسيسك ماسيا وحزبه دولة كتالونيا، وبالتعاون مع الكاتالونيين من الاتحاد الوطني للعمل.

## المؤامرة

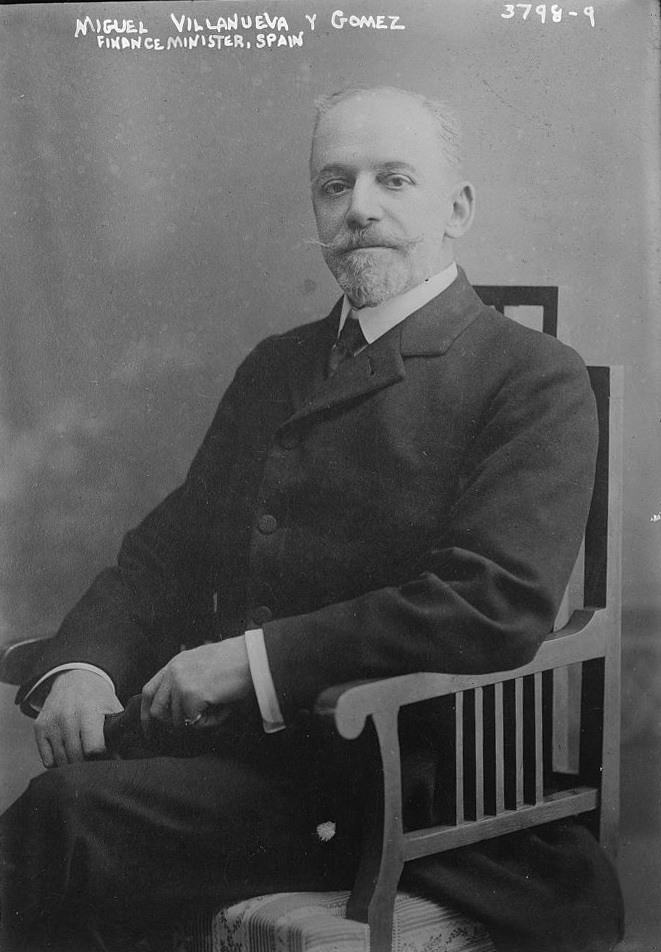
ميغيل فيلانويفا سنة 1915

ومن بين أبرز أعضاء أحزاب نظام تداول السلطة المطرودين ممن واجهوا الدكتاتورية المحافظ خوسيه سانشيز غيرا، الذي نفي من أسبانيا في سبتمبر 1927 عندما انعقد الجمعية الاستشارية الوطنية. ومن منفاه بدأ سانشيز غيرا بالترويج لمؤامرة مدنية-عسكرية ستنهي الدكتاتورية. وكانت اتصالاته بالداخل مع الليبرالي ميغيل فيلانويفا الوزير في آخر حكومة دستورية لعهد ألفونسو الثالث عشر، المسؤول المالي للمؤامرة ورئيس المجلس المركزي الثوري التي شكلها أعضاء أحزاب نظام تداول السلطة من المحافظين والليبرال. عقد الاجتماع الأول للمشاركين في المؤامرة في هندايا بعد أيام قليلة من تعين سانشيز غيرا في باريس. حضرها نحو عشرين شخصا، بينهم أعضاء من أحزاب تداول السلطة، ومنهم وزراء سابقون ورؤساء الحكومة والإصلاح والمعارضة الجمهورية.
من حيث المبدأ كل ماأراده سانشيز غيرا وفيلانويفا هو العودة إلى دستور 1876 وتشكيل حكومة جديدة ولا مانع أن يرأسها جنرال مثل داماسو بيرينغوير رئيس مجلس العسكري. ووفقا للمؤرخ إدواردو غونزاليس كاليخا اختيار بيرينغوير "يمكن أن يفهم على أنه دليل على تواطؤ محتمل للملك الذي ساءت خلافاته مع الدكتاتور لبعض الوقت، وتفاقمت في الإدارة المدنية، وإنشاء الاتحاد الوطني بأنه حزب الحكومة والخطوات الأولى لتنفيذ النظام البرلماني والدستوري الجديد". ولكن الهدف الأخير للانقلاب هي الدعوة لكورتيس تأسيسي، الذي نال دعم الأحزاب الجمهورية. وأيضا تمكن سانشيز غيرا من جذب الأحزاب القومية الكاتالانية من خلال لويس كومبانيس، وانضم إليه أيضا الاتحاد الوطني للعمل (CNT). وسعى الجنرال أغيليرا إلى الدعم العسكري وخاصة من المدفعية للمواجهة مع بريمو دي ريفيرا. وكان أهم دعم ناله هو دعم قبطان فالنسيا العام ألبرتو كاسترو جيرونا.
في 14 يناير 1929 تم توقيع اتفاقية تشكيل لجنة ثورية مكونة من ثلاثة أعضاء: عسكري وملكي وجمهوري. وادخل في البرنامج السياسي للمنبر فقرة جديدة ذات أهمية كبرى: قبل الدعوة إلى تكوين برلمان تأسيسي، سيتم إجراء استفتاء لتقرير شكل الحكومة سواء كانت ملكية أو جمهورية. وطاف العديد من مندوبي تلك اللجنة أنحاء إسبانيا للتواصل مع الوحدات العسكرية المشاركة -21 فوج مدفعية والعديد من أفواج المشاة والطيران- وتحديد التاريخ والوقت للانتفاضة: بين الساعة الثانية والسادسة صباحاً من يوم الأحد 29 يناير.

## محاولة الانقلاب

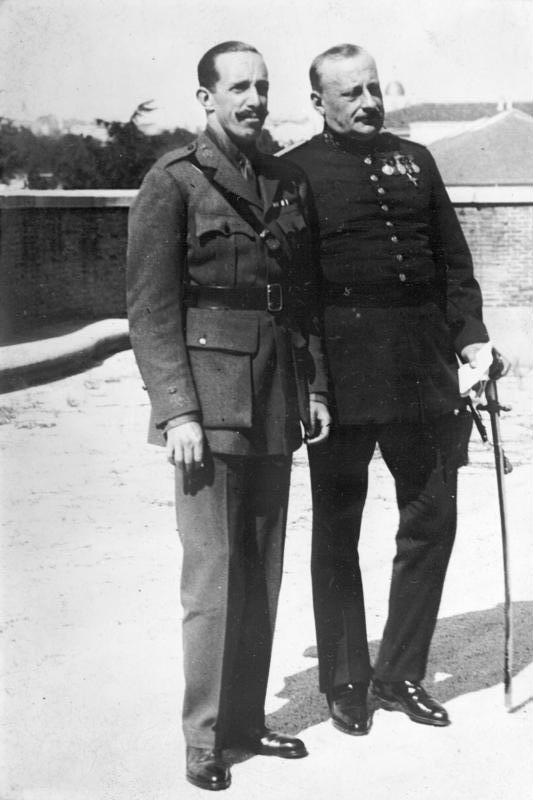
الملك ألفونسو الثالث عشر مع الجنرال ميغيل بريمو دي ريفيرا.

ووفقا للخطة فإن الانقلاب سيبدأ في فالنسيا حيث سيحط فيها سانشيز غيرا مساء يوم 28 يناير 1929، ثم يتصل بالقبطان العام للمنطقة العسكرية. على الفور سيتم الإعلان عن التمرّد والإضراب العام وستنتشر الوحدات العسكرية. أما الذين هم في مدريد ستكون مهمتهم اعتقال الملك وبريمو دي ريفيرا. سيطرد ألفونسو الثالث عشر من البلاد مباشرة، وتشكيل حكومة مؤقتة التي يرأسها سانشيز غيرا في فالنسيا، والتي ستدعو إلى انتخابات كورتيس تأسيسي.
لكن بدأت بوادر الخطة بالفشل عندما وصل سانشيز غيرا إلى فالنسيا بعد أربع وعشرين ساعة من الموعد المتفق عليه بسبب عاصفة قوية أثرت على السفينة التي نقلته. لذلك عندما وصل إلى القبطانية العامة الساعة 10 مساء من اليوم التالي أخبره الجنرال كاسترو جيرونا أنه اضطر إلى إلغاء المخطط لأن الحكومة سيطرت على الوضع. وفي اليوم التالي ذهب سانشيز غيرا مبكرا إلى فوج المدفعية الخامس فتلقى أخبارا مفادها أنه من غير المجدي اعلان التمرد، مع أن هناك نسخ من البيان الانقلاب قد وزعت على الشعب الإسباني والجيش والبحرية ممهورة بتوقيع سانشيز غيرا وختمها بـ «تسقط الديكتاتورية! تسقط الملكية المطلقة! تحيا السيادة الوطنية! يحيا الجيش والكرامة!».
توقف التمرد في فالنسيا ثبط الانتفاضة في أماكن أخرى. ففي مرسية اضطر الجنرال كيبو ديانو الذي انتقل من مدريد ليقود التمرد هناك إلى اللجوء إلى رفض قيام فوج المدفعية بالتمرد. وحدث نفس الشيء في برشلونة حيث أنهم لم يدعوا إلى الإضراب العام، وقرر الضباط الذين ساندوا الانقلاب عدم انزال العسكر إلى الشارع. كان الاستثناء الوحيد هو فوج مدفعية سيوداد ريال التي ثارت في الساعة السادسة والنصف من صباح 29 يناير، فاحتلت النقاط الاستراتيجية للمدينة والمناطق المحيطة بها. في 9:00 أدركت الحكومة بما حدث وأمرت بعض الطائرات بالتحليق فوق المدينة لإطلاق بعض المنشورات تحت عنوان «إلى المدينة والحامية من سيوداد ريال» تطلب منهم الاستسلام فورا. لم تستسلم المدفعية على الفور بسبب انقطاع الاتصالات، واعتقدوا أن الانقلاب توسع إلى جميع أنحاء إسبانيا، ولكن في وقت متأخر من بعد الظهر ادركوا أنهم كانوا لوحدهم فبدأوا بمغادرة المباني التي احتلوها.

## قمع الحكومة
كانت ردة فعل بريمو دي ريفيرا على محاولة الانقلاب هو التأكيد على الطبيعة القمعية لديكتاتوريته. فقد أرسل الجنرال سانخورخو رئيس الحرس المدني إلى فالنسيا بصلاحيات كاملة لاستعادة النظام. وأعطيت الحكومة مرسوم بسلطة إقالة أو نفي أو تعليق أي رتبة أي ضابط يظهر العداء على النظام. بالإضافة إلى ذلك اضطرت جميع الصحف في البلاد إلى وضع سدس مساحة منشوراتها تحت تصرف الحكومة. كما تم إغلاق المراكز الثقافية والاجتماعية التي اعتادت جماعات المعارضة على الديكتاتورية الالتقاء بها. من ناحية أخرى لدرء الأفكار السيئة فقد أجبر ضباط الجيش والجنود على حضور محاضرات خاصة عن الانضباط العسكري الذي شرحوا لهم أنه من الواجب ألا يمزج اسم البلد مع أعمال تحريضية ذات طبيعة سياسية. وأخيرا أصدر بريمو دي ريفيرا مرسوما بحل سلاح المدفعية بالكامل بحجة تفشي البلشفية فيه مما تسبب بضرر للأمة يتعذر فيه إصلاحه. هذا القرار الأخير أثار مواجهة جديدة مع الملك الذي كان يميل لصالح العفو عن العسكر.

### المحاكم العسكرية ونتائجها
وتعرض فوج مدفعية سيوداد ريال إلى محكمة عسكرية، ولكن يظهر أن الجيش بدأ بسحب دعمه عن بريمو حيث ضغطت بعض الآراء طالبة الرأفة لقبطان عام المنطقة الأولى (الجنرال نافارو). ذهبت القضية إلى المجلس الأعلى للحرب والبحرية والذي ألغى أحكام الإعدام والمؤبد وخفض الباقي وجاء حكم المجلس الأعلى الصادر بتاريخ 18 ديسمبر 1929 على 37 من القيادات والضباط بالحبس لمدد تتراوح بين عام واثني عشر عام وآمر الفوج العقيد خواكين باز فارالدو لمدة عشرين عاما.
تعرض سانشيز غيرا أيضا إلى المحكمة العسكرية المنعقدة بتاريخ 28 أكتوبر 1929 لكن تمت تبرئته، حيث أكد مشروعية مقاومته ضد نظام غير شرعي المنشأ والممارسة، وفسرته بعض الآراء باعتباره أحد الأدلة لرقابة الجيش على بريمو وجاء تقييم شلومو بن عامي مماثلا:"المحكمة التي برئت سانشيز غيرا هي محكمة عسكرية وتتألف من ستة جنرالات، وهو مايعني الاعتراف بأن التمرد ضد حكومة غير دستورية لا يعاقب عليه. أن المحكمة العسكرية التي أعطت هذا الحكم كانت فألًا سيئًا للديكتاتور. وهكذا كما أكد المؤرخ الإسرائيلي شلومو بن عامي فإن اعتقال ومحاكمة [سانشيز غيرا] هز أسس الدكتاتورية والعرش. فبإمكان سانشيز غيرا أن يلحق ضرر بالغ بالنظام وليس بقدر زعيم تمرد هزلي يريد أن يصبح شهيد الكفاح ضد الحكم المطلق.